# Wild Bill Hickok
James Butler Hickok, dit Wild Bill Hickok, est un soldat, homme de loi et de spectacle américain, né le 27 mai 1837 à Troy Grove en Illinois, et mort assassiné le 2 août 1876 à Deadwood dans le Dakota du Sud. Par sa vie aventureuse et sa renommée dans le maniement des armes de poing, il est une figure emblématique de l'Ouest américain.
Nombre de ses exploits ont été rapportés, mais une partie d’entre eux relèvent de la fiction.

## Biographie
James Butler Hickok est né le 27 mai 1837 à Homer, Illinois (actuellement Troy Grove), dans une famille baptiste d'origine anglaise. Son lieu de naissance est maintenant protégé sous le nom de Wild Bill Hickok Memorial par l'Illinois Historic Preservation Agency (en). Hickok était très jeune un bon tireur et était reconnu localement comme un tireur exceptionnel au pistolet.
James Butler Hickok apprend le sens de la justice très jeune lorsque son père aide un réseau clandestin œuvrant pour la libération des esclaves. Rapidement, il apprend à manipuler les revolvers et développe un caractère solitaire. C'est vers 18 ans qu'il se lance à l'aventure.

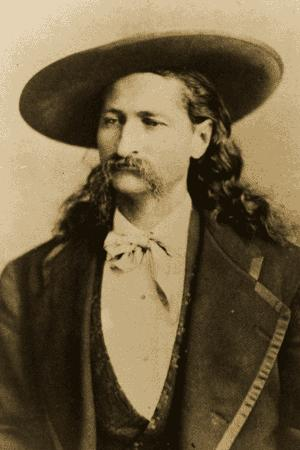
Wild Bill Hickok.

Le 12 juillet 1861, il participe à une fusillade au relais de poste de Rock Creek (en) dans le Nebraska. David C. McCanles, ancien propriétaire du relais, cherchait à le reprendre par la force puisque la compagnie « Russell, Majors & Waddell » refusait de le payer. McCanles tente d'intimider Wellman, nouveau propriétaire des lieux, mais James Butler Hickok s'interpose et tue McCanles sur place ainsi que ses deux acolytes armés qui se trouvent à l'extérieur. Hickok et Wellman et Brink sont accusés de meurtre mais acquittés pour légitime défense.
Pendant la guerre civile américaine (1861-1865), il s’engage dans l’armée de l’Union. C’est là qu’il gagne son surnom de « Wild Bill » pour ses actes héroïques[réf. nécessaire].
C'est aussi pendant cette période qu'il rencontre Davis Tutt (en), qu'il tuera plus tard, le 21 juillet 1865, au cours d'un duel au revolver qui deviendra un archétype du genre, repris dans de nombreux westerns.
En 1866, il devient shérif adjoint à Fort Riley, Kansas. Il n’y reste pas bien longtemps et rejoint bientôt l’armée où il exerce la fonction d’éclaireur. Wild Bill a alors la réputation d’être un maître dans le maniement de ses revolvers.
Vers la fin de 1867, il entre dans un saloon. Quatre hommes commencent à se moquer de lui. Il en tue trois et laisse le quatrième avec un bout de joue en moins. En 1869, Wild Bill travaille comme shérif à Hays City, Kansas. C’est après avoir tué trois soldats qu’il s’en va, redoutant la vengeance de leur capitaine – le frère de Custer – et des autres soldats stationnés dans les environs.[réf. nécessaire]
Après avoir passé quelque temps avec son ami William Cody (Buffalo Bill), il reprend la fonction de shérif, à Abilène, Kansas. Encore une fois, il joue un peu trop avec ses revolvers, et doit partir après avoir tué par erreur son adjoint.
En 1873, il joue dans le spectacle itinérant de Buffalo Bill, puis part chercher de l’or à Cheyenne, Wyoming. Là, il se marie avec Agnes Lake en 1876. Peu de temps après, il part pour les Black Hills, avec Calamity Jane comme compagne de route.
C’est à ce moment qu’on le retrouve à Deadwood.

### L'assassinat de Wild Bill Hickok

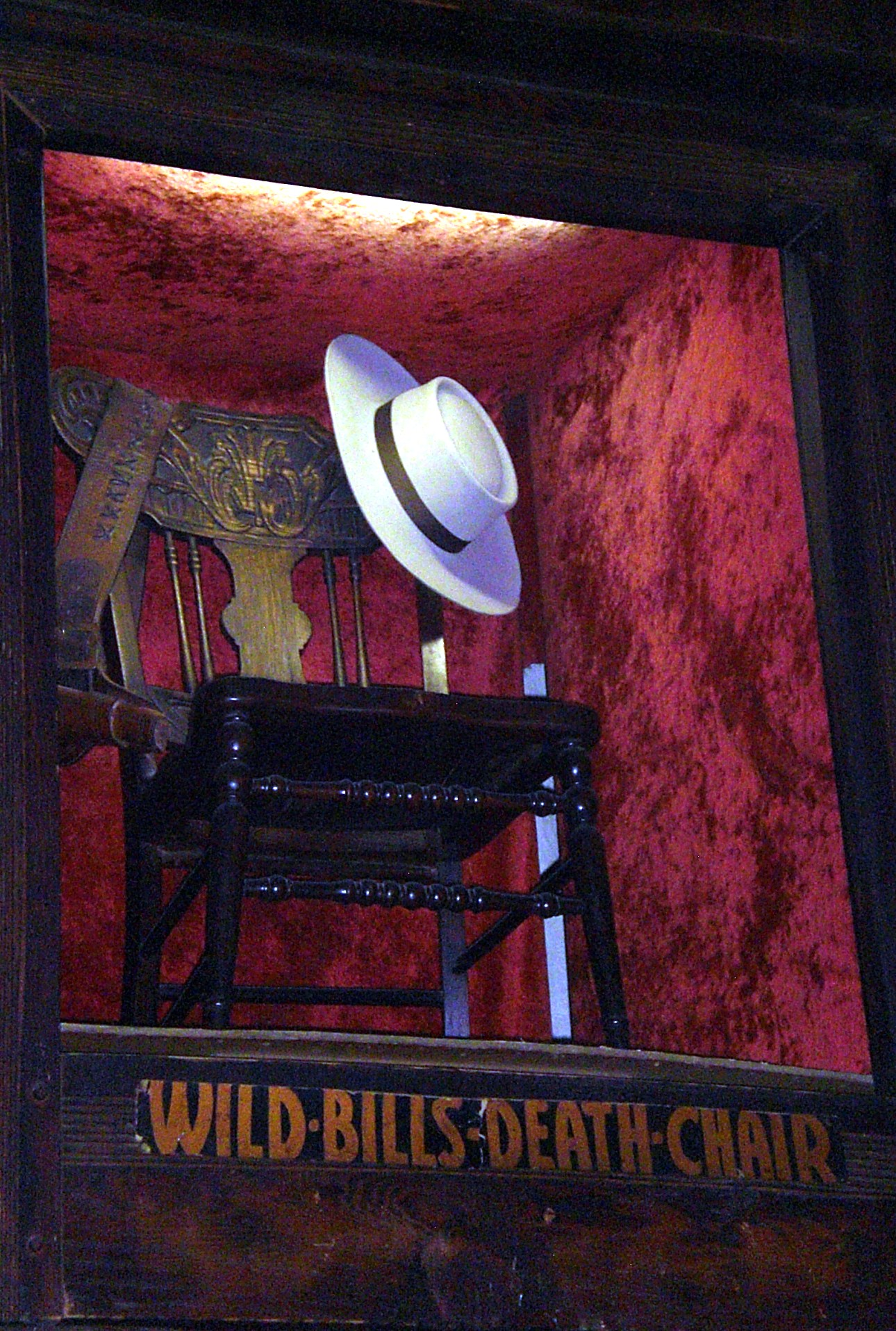
Chaise où mourut Wild Bill Hickok avec son Colt Navy.

Dans la matinée du 1er août 1876, Hickok remporte une partie de poker contre Jack McCall, qui était ivre et qui se retrouve sans argent. Hickok décide de lui donner une petite somme pour lui permettre de se nourrir, en lui recommandant de ne pas la jouer. McCall accepte mais se sent insulté.
Le lendemain après-midi, dans le saloon Nuttal & Mann's (en) #10 à Deadwood, Wild Bill Hickok vient s'installer à une table de poker mais, voyant que Charlie Rich est assis à la place qu'il convoite, il s'assoit sur un fauteuil qui l'oblige à tourner le dos à la porte. McCall pénètre dans le saloon armé d'un revolver et abat Hickok d'une balle dans la nuque, en s'écriant « Take that! » (« Prends ça ! »).
Son enterrement est payé par son ami Charlie Utter. Il est enterré au cimetière de Mount Moriah.

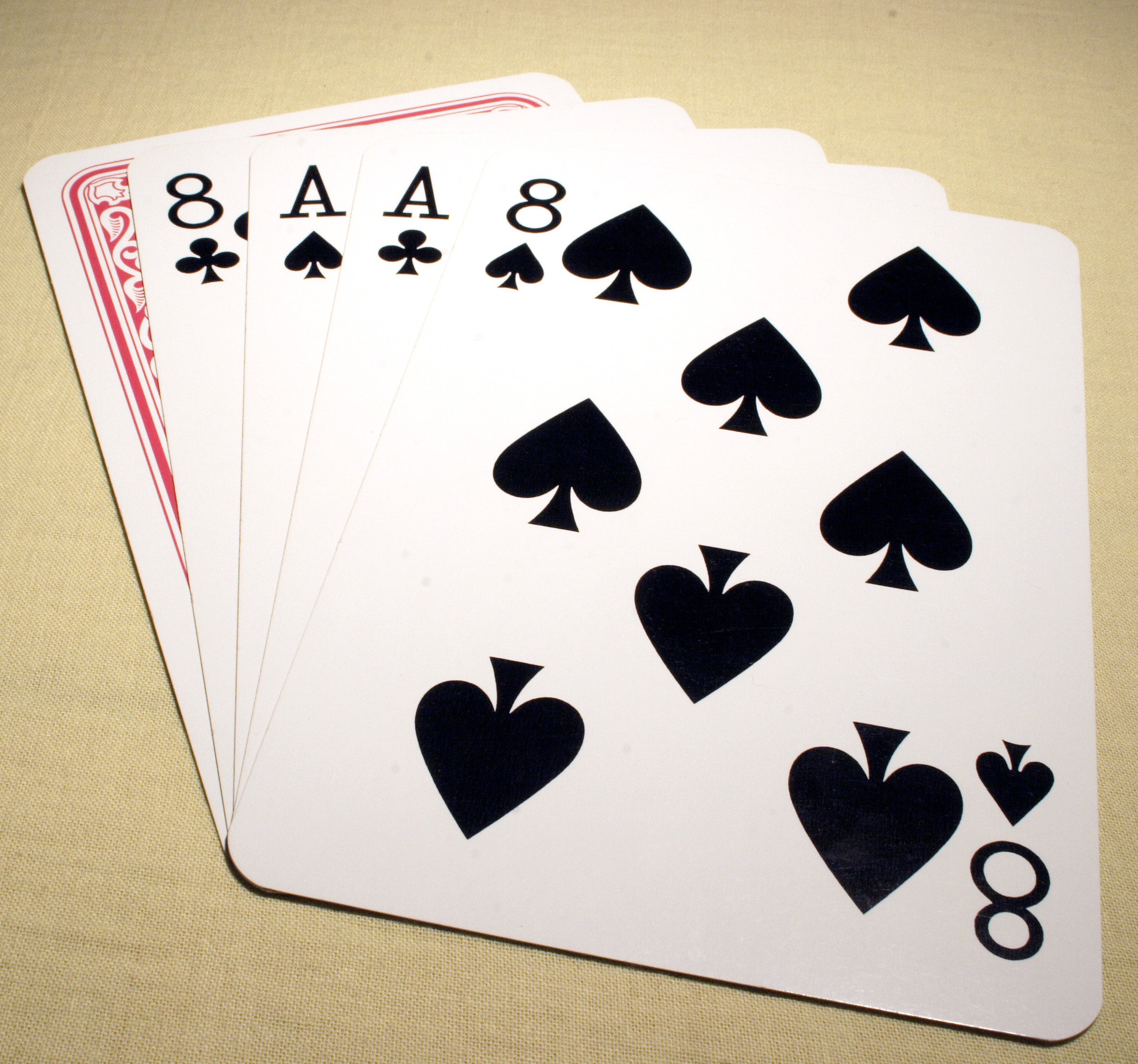
en.

La main que, selon la légende, Hickok détenait au moment où il fut abattu est appelée depuis « la main du mort » (Dead man's hand) : les deux 8 noirs, les deux As noirs et le valet de carreau.

## Dans la culture populaire

### Filmographie
Wild Bill Hickock, qui jouissait d'une grande popularité de son vivant, a été incarné plusieurs fois dans des productions cinématographiques et télévisuelles, dépeignant sa vie de marshal, sa relation avec les Amérindiens, ses démêlés avec des bandits, son meurtre à Deadwood, etc.

#### Cinéma
- 1923 : Wild Bill Hickok de Clifford Smith avec William S. Hart ;
- 1924 : Le Cheval de fer de John Ford avec Jack Padjan ;
- 1926 : La Dernière Frontière (The Last Frontier) avec Jack Hoxie ;
- 1936 : 
  - Les Vengeurs de Buffalo Bill (Custer’s Last Stand) d’Elmer Clifton avec Allen Greer ;
  - Une aventure de Buffalo Bill  de Cecil B. DeMille avec Gary Cooper ;
- 1938 : The Great Adventures of Wild Bill Hickok de Sam Nelson et Mack V. Wright avec Bill Elliott ;
- 1940 :
  - The Return of Wild Bill de Joseph H. Lewis avec Gordon Elliott ;
  - Young Bill Hickok de Joseph Kane avec Roy Rogers ;
  - The Wildcat of Tucson de Lambert Hillyer avec Bill Elliott ;
  - Prairie Schooners de Sam Nelson avec Wild Bill Elliott ;
  - Deadwood Dick de James W. Horne avec Donald Douglas ;
- 1941 : 
  - Hands Across the Rockies de Lambert Hillyer avec Wild Bill Elliott
  - Roaring Frontiers de Lambert Hillyer avec Bill Elliot ;
  - North from the Lone Star de Lambert Hillyer avec Bill Elliott ;
  - Hands Across the Rockies de Lambert Hillyer avec Bill Eliott ;
  - King of Dodge City de Lambert Hillyer avec Bill Eliott ;
  - Across the Sierras de D. Ross Lederman avec Bill Elliott ;
  - Badlands of Dakota de Alfred E. Green avec Richard Dix ;
- 1942 : 
  - Bullets for Bandits de Wallace Fox avec Bill Elliott ;
  - Prairie Gunsmoke de Lambert Hillyer avec Bill Eliott ;
  - Devil’s Trail de Lambert Hillyer avec Bill Elliott ;
  - Wild Bill Hickok Rides de Ray Enright avec Bruce Cabot ;

- 1950 : Dallas, ville frontière de Stuart Heisler avec Reed Hadley ;

- 1952 : Behind Southern Lines de Thomas Carr avec Guy Madison ;
- 1953 :
  - Victime du destin de Raoul Walsh avec Robert Anderson ;
  - The Yellow Haired Kid de Frank McDonald avec Guy Madison ;
  - La Blonde du Far-West de David Butler avec Howard Keel ;
  - Jack McCall, Desperado de Sidney Salkow avec Douglas Kennedy ;
  - Le Triomphe de Buffalo Bill de Jerry Hopper avec Forrest Tucker ;

- 1955 : Timber Country Trouble de Frank McDonald avec Guy Madison ;
- 1956 : J'ai tué Wild Bill Hickok de Richard Talmadge avec Tom Brown ;

- 1963 : 
  - Calamity Jane de Dick Altman avec Art Lund ;
  - The Raiders de Herschel Daugherty avec Robert Culp ;

- 1965 : Deadwood ‘76 de James Landis avec Robert Dix ;
- 1966 : Les Fusils du Far West de David Lowell Rich avec Don Murray ;

- 1970 : Little Big Man d'Arthur Penn avec Jeff Corey ;

- 1977 : Le Bison blanc de Jack Lee Thompson avec Charles Bronson ;

- 1981 : Le Justicier solitaire de William A. Fraker avec Richard Farnsworth ;

- 1984 : Calamity Jane de James Goldstone avec Fredric Forrest ;
- 1995 :
  - Buffalo Girls de Rod Hardy avec Sam Elliott ;
  - Wild Bill de Walter Hill avec Jeff Bridges ;

- 1999 : La Ligne verte de Frank Darabont, Will Bill Hickock est mentionné ;

- 2017 : Wild Bill de Timothy Woodward Jr avec Luke Hemsworth.

#### Télévision
- 1951 : The Adventures of Wild Bill Hickok de Wesley Barry avec Guy Madison ;

- 1952 : Les Aventuriers du Far West de Ruth Woodman avec Rhodes Reason ;
- 1958 : Matt for Murder de Richard Whorf avec Robert J. Wilke ;
- 1963 : The Great Adventure de Buzz Kulik avec Lloyd Bridges ;

- 1974 : La Légende de l’Ouest (This Is The West That Was) de Fielder Cook avec Ben Murphy ;
- 1985 : Shelley Duvall’s Tale Tales and Legends de Howard Storm avec Brian Dennehy ;
- 1989 : L'Équipée du Poney Express avec Josh Brolin ;

- 1995 : The Life, Death, and Life of Wild Bill Hickok de Michael Caffey avec William Russ ;
- 1999 : Purgatory de Uli Edel avec Sam Shepard ;
- 2004 : Deadwood avec Keith Carradine ;
- 2012 : Touch, à l'épisode 7 de la saison 1 on fait une référence à la main de l'homme mort de Wild Bill Hickock.

### Théâtre
- Dans la pièce Calamity Jane de Jean-Noël Fenwick, il est interprété en 2012 par Yvan Le Bolloc'h (mise en scène Alain Sachs au théâtre de Paris).

### Romans et bandes dessinées
- Sa mort est brièvement évoquée dans la bande dessinée de Lucky Luke Calamity Jane, de Morris et Goscinny, éditée en 1967.

- Dans le roman Le Bison blanc (1975) de Richard Sale, l'auteur a imaginé une histoire où Hickok, personnage principal, part à la recherche d'un animal mythique qu'il revoit sans cesse dans ses rêves.

- Il apparaît dans les bandes dessinées de la série Blueberry, de Nez Cassé (1980) à La Tribu fantôme (1982).

- Wild Bill Hickok apparaît également dans le roman Deadwood de Pete Dexter (1986).

- Richard Matheson a écrit un roman dont il est le personnage principal : The Memoirs of Wild Bill Hicock (1996).

- Il apparaît dans la bande dessinée de Hermann : On a tué Wild Bill (Dupuis, 2004).

- Il est présenté comme l'époux de Calamity Jane dans Martha Jane Cannary, bande dessinée de Matthieu Blanchin et Christian Perrissin publiée entre 2007 et 2012.

- Il apparaît dans le roman Une plaie ouverte de Patrick Pécherot (Gallimard Série noire, 2015)

- Il est mentionné dans le chapitre 12 du deuxième tome de La Jeunesse de Picsou, Le Reclus du Manoir Mc Picsou, où Picsou affirme avoir été son maître dans sa jeunesse.